# サンタクロースズ
『サンタクロースズ』は、2015年12月4日に公開された市來玲奈の初出演の日本映画。

## 概要
長谷巌一郎監督作品。島田陽子が黒須三太役を演じている。乃木坂46を卒業した市來玲奈がヒロイン佐伯小夜役で女優として復帰し初の映画出演をしている。また、主人公風間亮役をオーディションで勝ち抜き新人の小川啓太が演じる。2015年8月28日　製作発表・舞台挨拶を迎えた。

## 登場人物

### 主要人物
- 黒須三太 - 島田陽子
- 佐伯小夜 - 市來玲奈
- 風間亮 - 小川啓太
- 吉田ルドルフ - 菊池勇輝
- 大森由紀子 - 岩田陽葵
- 菊田美里 - 唐沢りん
- 工藤功 - 大鶴義丹
- 望月里杏 - 松下来未
- 望月智雄 - 油布辰樹
- 望月美樹 - 古越千香子
- 佐藤芳雄 - 堀丞
- 久保田美恵 - 山田聖子
- 神田みゆき - 井上文香
- 宮田典子 - 海澄佑華
- 木村隆司 - 佐野真白

### その他
- 原雅、渡辺晋、岡翔佳、渡邊樹大、福永響平、山本立風治、山西未紗、小笠原海斗、建石古都美、片谷真穂子、関根萌、柳沢ひなた、市川馨音、市川騎士、濱良衣、大橋睦未、楠間良加、尾藤楓茄、植田万里奈、久世ユキ乃、松崎光来、團悠哉、荻阪洋江、源清治

## 音楽
- 主題歌「サンタクロースズ～小さな奇跡～」
  - 作詞：大山聖福　　作曲：TΛXI　　編曲：HAL、TΛXI　　歌：大山聖福

## スタッフ
- 製作 - 神品信市
- エグゼブティブプロデューサー - 神品信市
- プロデューサー - 瀧澤正治
- 脚本 - 長谷巌一郎
- 監督 - 長谷巌一郎
- 助監督 - 桜井信太朗
- 音楽プロデューサー - HAL
- 音楽ディレクター - TOSIMITSU
- 撮影 - 平林寛信
- 録音 - 鈴木愼治
- 製作チーフディレクター - 西村克也
- 製作ディレクター - 劔持岳　佐藤美貴　愛澤元重　奥村伸也
- 製作企画担当 - 山多裕生　加藤聡　原千明　平野真也　長岡真央　鳩貝茂樹
- 映像制作 - 株式会社Kids
- 製作 - MIRAI PICTURES JAPAN
- 配給 - 株式会社MIRAI

## DVD
2016年発売予定。発売元はマジカル
- スタンダード・エディション （DVD1枚組）
  - 映像特典は「劇場予告編・メイキング」「製作発表・インタビュー・対談」

## その他
2014年12月の撮影時点で、本作『サンタクロースズ』はトワイライトファイルシリーズ29作目（MIRAI PICTURES JAPAN）となる。

## 受賞歴
- ゆうばり国際ファンタスティック映画祭2016以降出品

## 加盟団体
- 社団法人日本映画テレビプロデューサー協会（加盟名義／神品信市）
- 日本アカデミー賞協会（加盟名義／神品信市）
- 日本アカデミー賞協会　賛助会員（加盟名義／株式会社MIRAI）
- 協同組合日本映画製作者協会（加盟名義／株式会社MIRAI） - ウェイバックマシン（2003年12月4日アーカイブ分）